# Coleophora glabricella
Coleophora glabricella é uma espécie de mariposa do gênero Coleophora pertencente à família Coleophoridae.